# Arunta (Schiff)
HMAS Arunta (Kennung: I30; ab 1949: D130) war einer von drei australischen Zerstörern der (zweiten) Tribal-Klasse. Er wurde von der Royal Australian Navy während des Zweiten Weltkriegs eingesetzt. Der Name Arunta bezeichnet das in Zentralaustralien lebende Volk der Arrernte, die auch „Arunta“ oder „Aranda“ genannt werden.

## Geschichte
Die Arunta wurde kurz nach dem Kriegsbeginn auf Kiel gelegt und Ende März 1942, vier Monate nach dem Beginn des Pazifikkrieges, in Dienst gestellt.
Nach dem Abschluss ihrer Erprobung wurde die Arunta von Mitte Mai bis Anfang August 1942 zur U-Jagd vor der australischen Ostküste eingesetzt. Japanische U-Boote waren diesem Zeitraum in dem Gebiet aktiv und versenkten insgesamt sieben Schiffe. Zusätzlich wurde der Hafen von Sydney am 31. Mai durch Kleinst-U-Boote angegriffen. Dies war eine von mehreren Operationen im Pazifik, welche von der bevorstehenden japanischen Invasion von Midway ablenken sollten.
Ab dem 11. August wurde der Zerstörer zum Geleitschutz auf der Route zwischen Australien und Neuguinea eingesetzt. Am 29. August kam es zum ersten Feindkontakt, als sie vor Port Moresby das japanische U-Boot RO-33 aufspürte und mit Wasserbomben versenkte. Im September rettete die Arunta in der Milne-Bucht die Überlebenden des in der Nacht vom 6. auf den 7. September durch japanische Kreuzer versenkten Frachters Anshun. Anfang Januar 1943 folgte eine kurze Unterbrechung des Konvoidienstes, als der Zerstörer den Großteil der auf Timor verbliebenen australischen Truppen nach Darwin verbrachte. Das alliierte Oberkommando hatte entschieden, dass die für die Schlacht um Timor verwendeten Kräfte besser in Neuguinea und den Salomonen eingesetzt werden sollten. Nach einer Überholung in Sydney kehrte die Arunta dann zu ihrer Aufgabe als Eskorte für Neuguinea-Konvois zurück.
Im Juni 1943 wurde der Zerstörer schließlich der Task Force 74 zugeteilt, einem aus australischen und US-amerikanischen Einheiten bestehenden Verband, dessen Flaggschiff der schwere Kreuzer Australia war. Ende Juni lief die Task Force 74 in das Korallenmeer ein, um die amerikanischen Landungen bei Kiriwina zu unterstützen. Dabei wurde am 20. Juli der Leichte Kreuzer Hobart von einem japanischen U-Boot torpediert und danach von der Arunta und der Warramunga zur Reparatur nach Sydney eskortiert. Von Juli bis Oktober 1943 folgten dann weitere Geleitschutzaufgaben im Südpazifik sowie eine weitere Überholung in Sydney. Ende Oktober kehrte die Arunta wieder zur Task Force 74 zurück, die von Milne Bay aus die amerikanischen Streitkräfte in der Schlacht um die Nördlichen Salomonen unterstützte. Am 30. November beschoss die Arunta zusammen mit den Zerstörern Warramunga, Helm und Ralph Talbot japanische Stellungen bei Gasmata auf Neubritannien. Im Dezember unterstützte die Task Force 74 dann die Landungen bei Arawe und Cape Gloucester. Während es an Land zu heftigen Kämpfen kam, gab es für die Schiffe bis auf die Abwehr einiger kleinerer Luftangriffe wenig zu tun, da die Japaner Neubritannien hauptsächlich mit Bodentruppen verteidigten und ihre Flotte kaum einsetzten. Im Januar 1944 wurde die Arunta dann der Task Force 76 zugeteilt, die am 2. Januar die Landungen der 32. US-Infanteriedivision bei Saidor, Neuguinea unterstützte. Den Rest des Monats eskortierte der Zerstörer Schiffe zwischen Neubritannien und Neuguinea.
Nach einer kurzen Überholung in Sydney nahm das Schiff wieder als Teil der Task Force 76 an der Eroberung der Admiralitätsinseln teil. Dabei wurde es auch als Truppentransporter eingesetzt und brachte Truppen und Nachschub des 7. US-Kavallerieregiments nach Hyane Harbour. Im April unterstützte sie – jetzt wieder als Teil der Task Force 74 – die alliierten Landungen im Bereich Tanahmerah Bay, Humboldt Bay und Aitape. Mitte Mai 1944 folgte der Eroberung der Insel Wakde und am 27. Mai die Landung auf Biak. Während der Kämpfe patrouillierte der Kampfverband nachts um die Insel, um japanische Verstärkungs- und Versorgungsversuche zu unterbinden, tagsüber zog er sich in Richtung Hollandia zurück, um das Risiko japanischer Luftangriffe zu verringern. In der Nacht vom 7. auf den 8. Juni kam es dabei zu einem Kontakt mit vier japanischen Zerstörern, die versuchten, dem Kampfverband mit hoher Geschwindigkeit zu entkommen. Es kam zu einer mehrstündigen Verfolgungsjagd mit über 30 kn Geschwindigkeit, die schließlich abgebrochen werden musste, da man sonst zu nah an die japanischen Luftstützpunkte und damit in den Aktionsradius der dort stationierten Flugzeuge gekommen wäre. Es folgten Einsätze zur Unterstützung der Truppen auf Neuguinea, die Landung bei Cape Sansapor im Juli sowie der Einsatz bei Morotai, der letzten großen Landungsoperation der Offensive in Neuguinea.
Am 13. Oktober 1944 lief die Arunta als Teil der 7. US-Flotte zur Rückeroberung der Philippinen aus, die am 20. Oktober mit der Landung auf der Insel Leyte begann. Die Japaner entschlossen sich, zur Abwehr dieses Angriffs jedes verfügbare größere Kriegsschiff einzusetzen, um den Brückenkopf zu vernichten – obwohl ihre Flotte den alliierten Kräften (3. und 7. US-Flotte) hoffnungslos unterlegen war. Dieses verzweifelte Unterfangen führte am 24. und 25. Oktober zu vier großen Gefechten, die zusammen als See- und Luftschlacht im Golf von Leyte bezeichnet werden. Die Arunta kämpfte dabei als Teil der alliierten Verbände unter dem Kommando von Admiral Jesse B. Oldendorf in der Schlacht in der Surigao-Straße. Dies war der Versuch der japanischen Südgruppe – bestehend aus den Schlachtschiffen Yamashiro und Fusō, dem Schweren Kreuzer Mogami und vier Zerstörern – durch die Straße von Surigao in den Golf von Leyte einzudringen. Auf alliierter Seite standen sechs Schlachtschiffe, vier Schwere und vier Leichte Kreuzer, 28 Zerstörer und 39 Schnellboot zur Verfügung. Aufgrund des Ungleichgewichts sowie zusätzlich des technologischen Vorteils durch Radar entwickelte sich die Schlacht zu einem sehr einseitigen Gefecht. Auf dem Weg durch die enge Surigaostraße wurden die Japaner zuerst von den Schnellbooten und dann von den Zerstörern mit Torpedos angegriffen. Dabei wurden die Fuso sowie drei japanische Zerstörer versenkt und die Yamashiro beschädigt. Die Arunta griff mit ihren Torpedos den Zerstörer Shigure an, erzielte jedoch keine Treffer. Die Shigure war das einzige japanische Schiff, das die Schlacht überstand; die Yamashiro und die Mogami wurden durch die amerikanischen Schlachtschiffe bzw. am nächsten Morgen durch Luftangriffe versenkt. Auf alliierter Seite ging lediglich ein Schnellboot verloren.

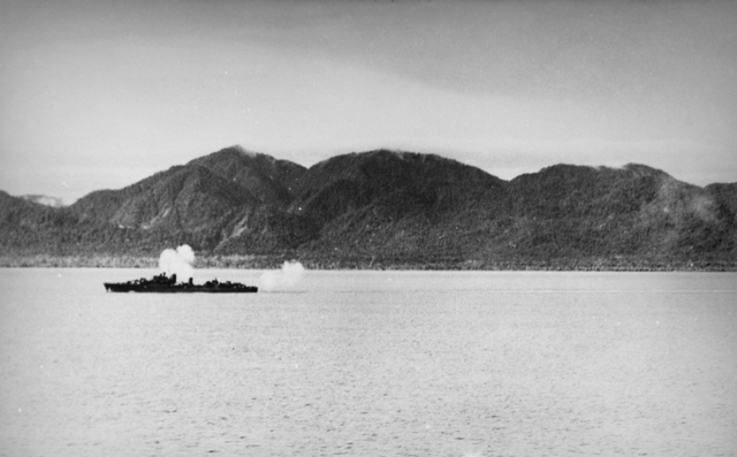
Die Arunta beim Küstenbeschuss, Aitape, (Neuguinea) Juli 1944

Die Arunta blieb bis zum März 1945 bei den Philippinen im Einsatz. Ihre einzigen Schäden erhielt sie, als am 5. Januar 1945 ein Kamikaze-Flieger das Schiff nur knapp verfehlte und direkt neben der Schiffswand ins Meer stürzte. Zwei Besatzungsmitglieder erlagen später ihren dabei erlittenen Verletzungen. Nach einer sechswöchigen Überholung in Sydney nahm der Zerstörer im Mai 1945 an den Landungen bei Wewak auf Neuguinea teil, gefolgt von den Landungen in Brunei auf Borneo im Juni sowie der Rückeroberung von Balikpapan im Juli. Zum Zeitpunkt der japanischen Kapitulation am 15. August befand sich das Schiff im Dock in Sydney.
Zwischen dem Kriegsende und Januar 1949 war der Zerstörer mehrfach Teil der alliierten Besatzungskräfte in Japan, bevor er für insgesamt vier Jahre zur Modernisierung im Cockatoo Island Dockyards außer Dienst gestellt wurde. Nach dem Abschluss der Arbeiten im November 1952 führte die Arunta zumeist Übungen in australischen Gewässern durch, um die Besatzung neu auszubilden. Im Jahr 1954 folgte Patrouillendienst in koreanischen Gewässern, eine Folge des Koreakriegs von 1950–1953. In den folgenden zwei Jahren war der Zerstörer Teil der britischen Pazifikflotte, bevor er am 21. November 1956 endgültig außer Dienst gestellt und als Teil der Reserveflotte eingemottet wurde. 1968 wurde das Schiff zur Verschrottung nach Taiwan verkauft; als es dorthin geschleppt werden sollte, sank es am 13. Februar 1969 vor der australischen Küste.
Seit 1995 gibt es wieder ein australisches Kriegsschiff mit Namen Arunta. Die Fregatte gehört zur ANZAC-Klasse.